# Boettcheria aurifera
Boettcheria aurifera är en tvåvingeart som beskrevs av Guilherme A.M.Lopes 1950. Boettcheria aurifera ingår i släktet Boettcheria och familjen köttflugor. Inga underarter finns listade i Catalogue of Life.